# GEO Imaging Satellite

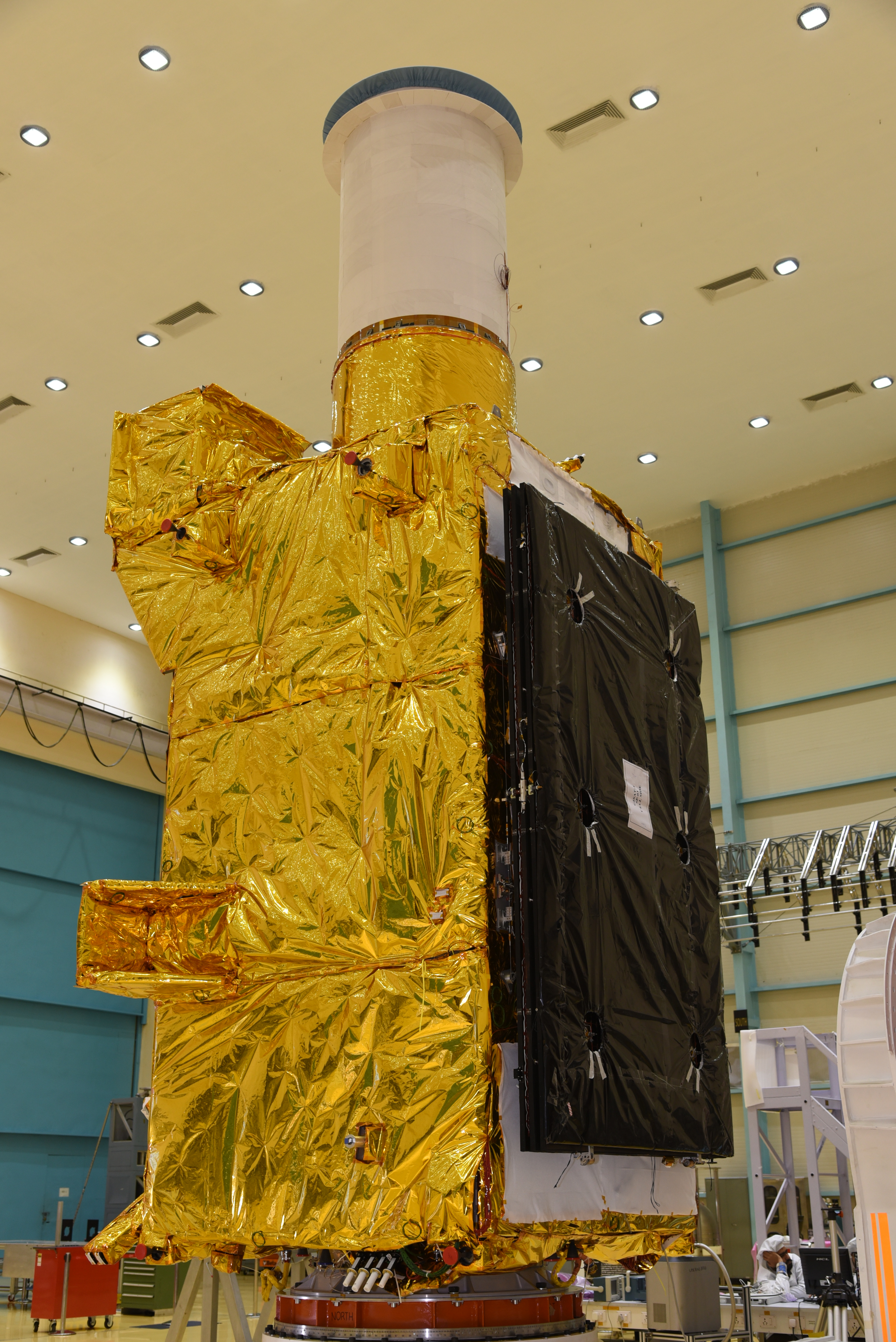
GISAT-1 est préparé en salle blanche (novembre 2019).

GEO Imaging Satellite ou GISAT est une série de deux satellites d'observation de la Terre développés par l'Agence spatiale indienne. Contrairement aux satellites d'observation de la Terre qui circulent sur une orbite basse, ces satellites peuvent pointer en permanence leur instrument sur l'Inde et fournir ainsi en continu des images du sous-continent. L'objectif est de disposer rapidement d'images du pays pour effectuer une surveillance des frontières, des catastrophes naturelles et des désastres ainsi qu'obtenir des images spectrales utilisable dans les domaines de l'agriculture, de la sylviculture, de la minéralogie, de la prévention des catastrophes, des propriétés des nuages, de l'observation de la neige et des glaces ainsi que de l'océanographie. Le satellite dispose d'un imageur hyperspectral effectuant ses observations en lumière visible et infrarouge. La résolution spatiale maximale est de 50 mètres.

## Caractéristiques techniques
Le GISAT est un satellite d'observation de la Terre de 2 268 kg (sans la charge utile et les ergols : environ 1 000 kg). Il est construit autour d'une plateforme dérivée de la I-2000 utilisée par de nombreux satellites géostationnaires construits par l'agence spatiale indienne. Il est stabilisé 3 axes et est alimenté en énergie par des panneaux solaires qui produisent 2 280 watts. Sa durée de vie est de 7 ans. Le satellite est construit et opéré par l'ISRO, l'agence spatiale indienne.
L'instrument principal est un imageur hyperspectral et multispectral. L'instrument peut fournir des images en temps réel du territoire indien toutes les 30 minutes avec une résolution spatiale  de 50 mètres, pouvant descendre à 5 minutes pour des portions du territoire. La partie optique est constituée par un télescope Ritchey-Chrétien de 700 mm d'ouverture issu du satellite de cartographie indien Cartosat. Ses capteurs fournissent des images en lumière visible, infrarouge et thermique,, :
- 6 bandes en lumière visible et proche infrarouge avec une résolution de 42 mètres
- Lumière visible et proche infrarouge en hyperspectral (158 canaux) avec une résolution de 318 mètres
- Infrarouge court et thermique en hyperspectral (158 canaux) avec une résolution de 191 mètres.

## Historique des lancements
Les satellites GISAT sont placés en orbite par le lanceur lourd de l'agence spatiale indienne GSLV Mk II décollant depuis le Centre spatial Satish-Dhawan au sud-est de l'Inde. La fusée place le satellite sur une orbite de transfert géostationnaire (GTO) de 36297 x 170 km puis le satellite utilise sa propulsion pour se placer une orbite géostationnaire de 36000 km à la longitude de 85,5° Est. Pour la première fois le lanceur utilisera une coiffe de 4 mètres de diamètre baptisée OPLF (Ogive shaped payload fairing). Le lancement du premier exemplaire GISAT qui devait avoir lieu initialement en 2017 a été repoussé à plusieurs reprises,. Le 12 août 2021, la tentative de mise en orbite de EOS-03 (GISAT-1) échoue en raison de l'absence d'allumage du troisième étage du lanceur.
| Satellite | Date lancement | Base de lancement | Lanceur    | Identifiant Cospar | Position en orbite | Statut              |
| --------- | -------------- | ----------------- | ---------- | ------------------ | ------------------ | ------------------- |
| GISAT 1   | 12 août 2021   | Satish-Dhawan     | GSLV Mk II |                    | 85,5° Est          | Échec du lancement. |
| GISAT 2   | vers 2024      | Satish-Dhawan     | GSLV Mk II |                    |                    | En développement    |

## Galerie

Test et préparation au lancement de GISAT-1
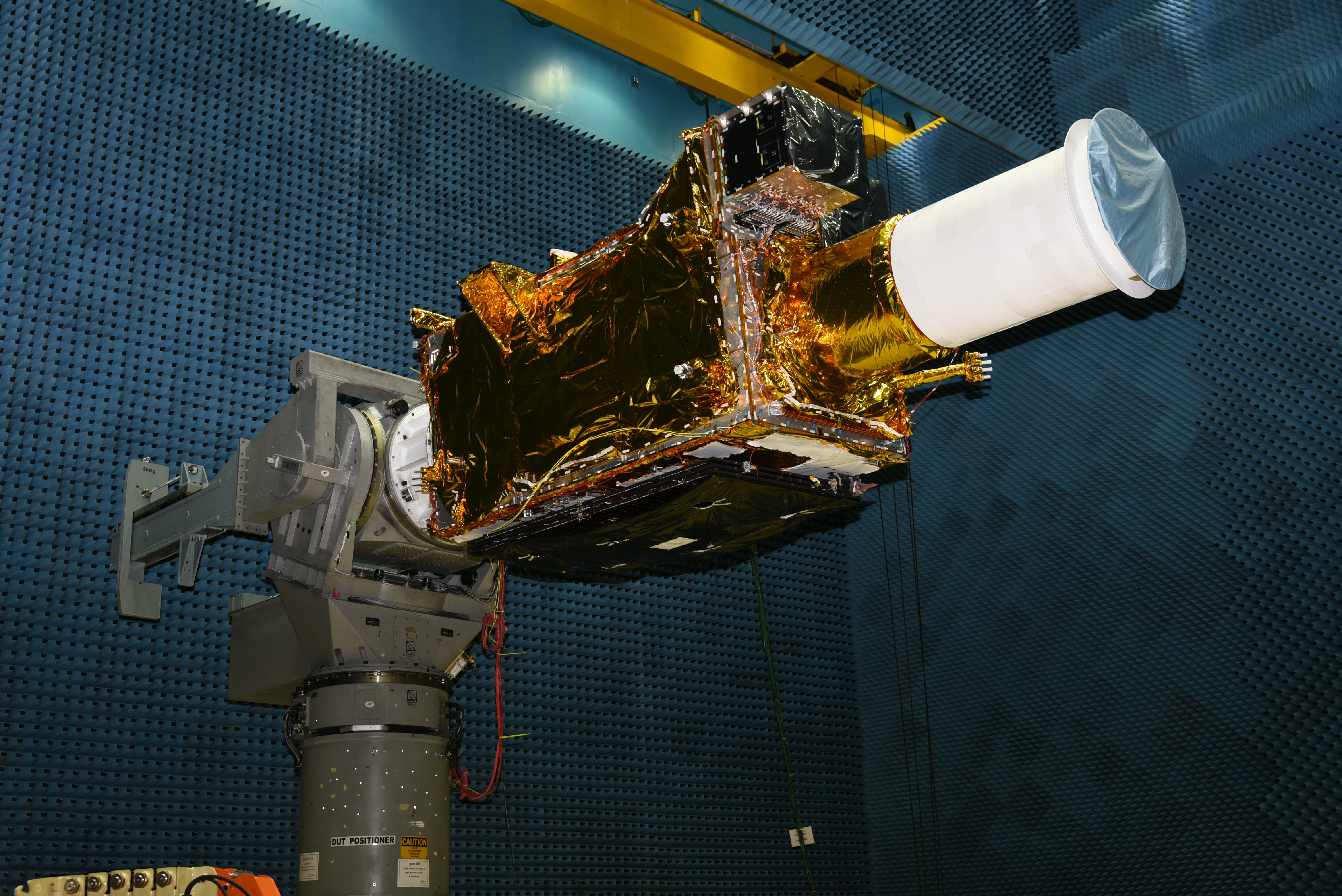
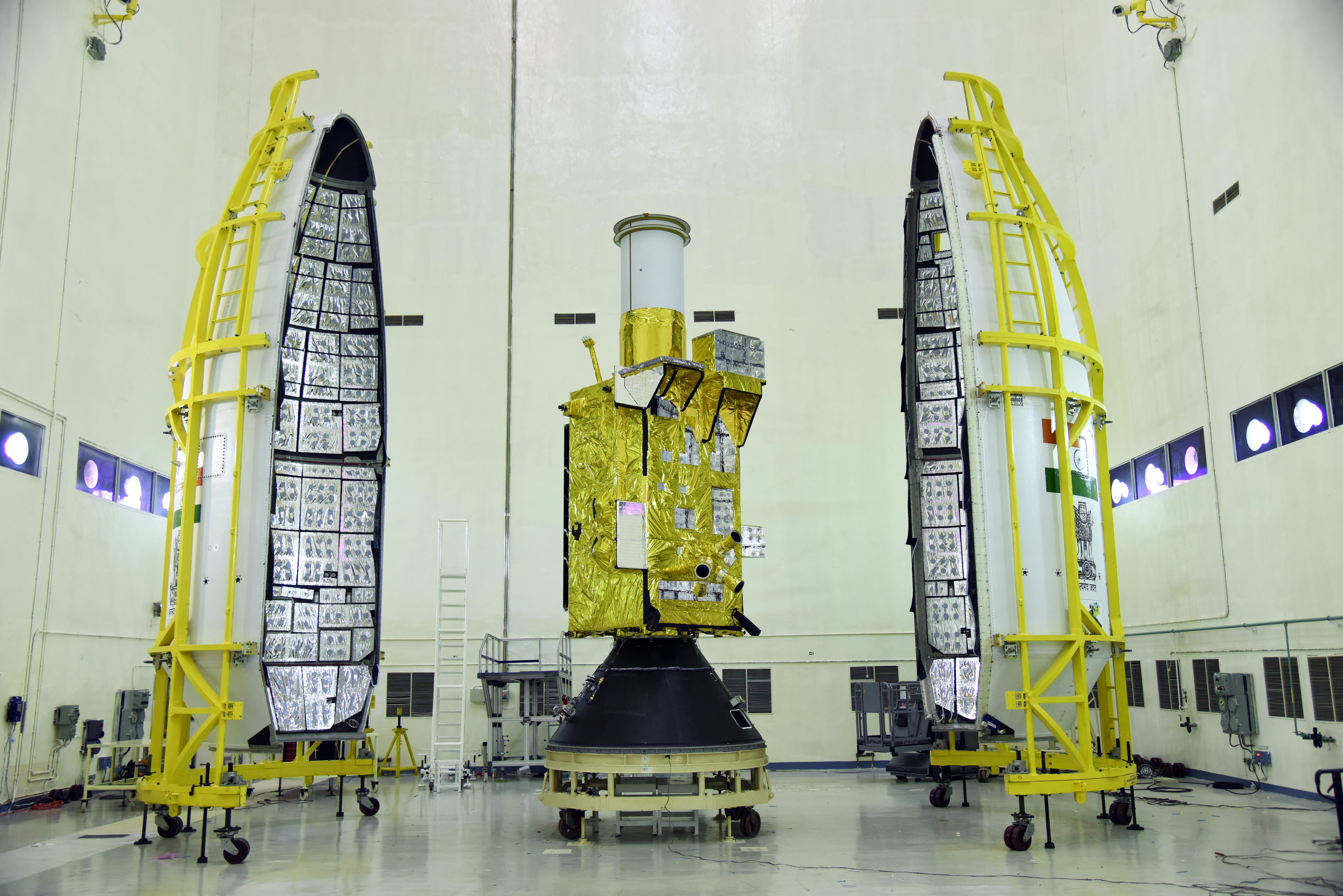